# The Dark Sides
The Dark Sides è un EP della band King Diamond che raccoglie alcune tracce rare e che, fino al momento della pubblicazione avvenuta tramite Roadrunner Records a novembre del 1988, non erano state incluse in alcun album in studio.

## Tracce
1. Halloween – 4:14 – (già presente su Fatal Portrait)
2. Them – 1:58 – (già presente su Them)
3. No Presents for Christmas – 4:21 – (tratta dal relativo singolo)
4. Shrine – 4:23 – (b-side del singolo The Family Ghost)
5. The Lake – 4:13 – (b-side del singolo Halloween)
6. Phone Call – 1:38 – (tratta dalla sessione di registrazione di Them)

## Formazione
- King Diamond - voce
- Andy LaRocque - chitarra
- Michael Denner - chitarra
- Timi Grabber Hansen - basso
- Mikkey Dee - batteria